# Barbara Sadowska (żołnierz AK)
Barbara Sadowska, z domu Rewkiewicz, pseud. Czarecka, Robert (ur. 23 sierpnia 1921 w Warszawie, zm. 18 listopada 1991 tamże) – polska tłumaczka literatury angielskiej, kapitan Armii Krajowej, dama Virtuti Militari.

## Życiorys
Córka Henryka i Józefy z Karolkiewiczów, miała jeszcze trzy siostry: Halinę, Danutę i Teresę. W gimnazjum żeńskim im. Cecylii Plater-Zyberkówny zdała w 1938 maturę i rozpoczęła studia w Szkole Głównej Handlowej. Działała w konspiracji od 1942. Była m.in. kurierką Oddziału II Komendy Głównej AK, od sierpnia 1944 zastępczynią szefa komórki wywiadu „Pralnia II”. Po wojnie przedostała się do Europy Zachodniej w celu nawiązania kontaktu ze sztabem 2. Korpusu we Włoszech. Zdecydowała się na powrót do Polski, kierowała konspiracyjną siatką „Liceum” od 9 listopada 1945 do 13 marca 1946, kiedy została aresztowana. Została skazana przez Wojskowy Sąd Rejonowy w Warszawie 19 lipca 1947 w procesie pokazowym na 9 lat więzienia, była więziona do października 1953. Po zwolnieniu z więzienia pracowała w Państwowym Instytucie Wydawniczym do 1956. Po urodzeniu córki udzielała korepetycji z języka angielskiego oraz tłumaczyła książki dla wydawnictwa „Czytelnik”. Zmarła 18 listopada 1991, została pochowana na cmentarzu na Powązkach.

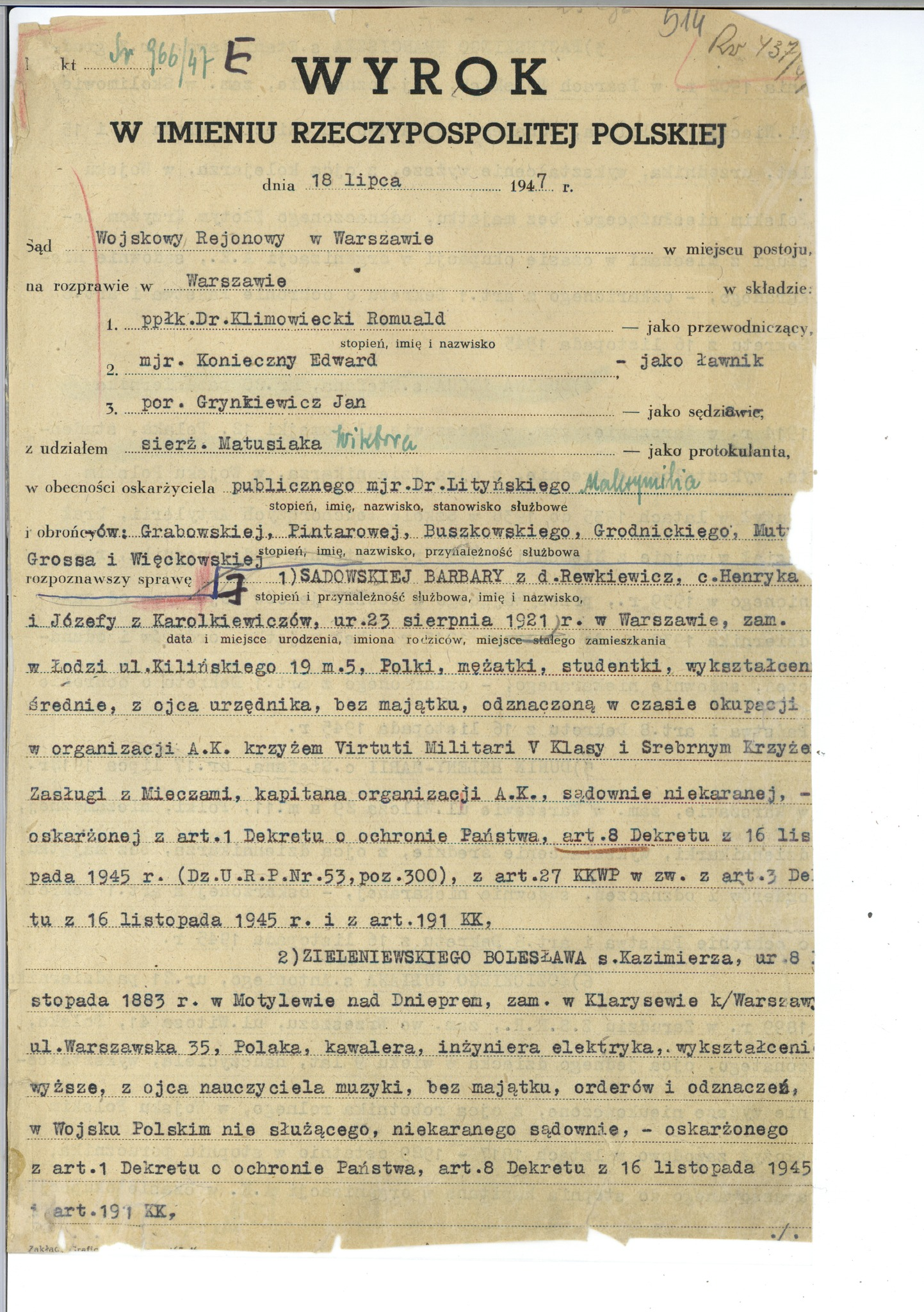
Wyrok Barbary Sadowskiej z 16 lipca 1947 r.

## Życie prywatne
Od 1944 była żoną Michała Sadowskiego (1921–1978), socjologa, kuriera Komendy Głównej AK, późniejszego redaktora naczelnego wydawnictwa „Interpress” i działacza Stronnictwa Demokratycznego. Mieli córkę Magdalenę (1956–2017), etnografkę, działaczkę Ruchu Wolność i Pokój, żonę Jacka Czaputowicza.

## Ordery i odznaczenia
Za działalność w czasie wojny została odznaczona: 
- Krzyżem Srebrnym Virtuti Militari,
- Srebrnym Krzyżem Zasługi z Mieczami.